# Aleksandr Guzowski
Aleksandr Aleksandrowicz Guzowski (ros. Александр Александрович Гузовский, ur. 3 marca?/16 marca 1904 w Jekaterynodarze, zm. w kwietniu 1986 w Moskwie) – funkcjonariusz radzieckich służb specjalnych, pułkownik.

## Życiorys
Od maja do października 1919 pracował w fabryce w Taszkencie, później w turkmeńskim centrum prasowym w Taszkencie, od maja 1920 był szyfrantem w Taszkencie, a od października 1922 do września 1923 szyfrantem w Ludowym Komisariacie Spraw Zagranicznych ZSRR w Moskwie. Od sierpnia 1922 członek RKP(b), od września 1923 do grudnia 1924 szyfrant Ambasady ZSRR w Turcji, od grudnia 1924 do czerwca 1925 szyfrant Konsulatu Generalnego ZSRR w Stambule, od września 1925 do czerwca 1929 studiował na Wydziale Bliskowschodnim Moskiewskiego Instytutu Orientalistyki. Od grudnia 1928 funkcjonariusz OGPU, od października 1929 do grudnia 1930 sekretarz zarządu Konsulatu ZSRR w Karsie (Turcja), od grudnia 1930 do marca 1931 w rezerwie OGPU ZSRR, od marca 1931 do maja 1933 wicekonsul Konsulatu Generalnego ZSRR w Trabzonie. Od maja do lipca 1933 ponownie w rezerwie OGPU, od 20 lipca do listopada 1933 pełnomocnik Oddziału 3 Wydziału Specjalnego OGPU ZSRR, od listopada 1933 do stycznia 1934 kierownik wydziału Ludowego Komisariatu Przemysłu Ciężkiego ZSRR, od 15 stycznia do 10 lipca 1934 pełnomocnik operacyjny Oddziału 4 Wydziału Specjalnego OGPU ZSRR.
Od 10 lipca 1934 do 23 czerwca 1935 pełnomocnik operacyjny Oddziału 3 Wydziału Specjalnego GUGB NKWD ZSRR, od 23 czerwca 1935 do 5 września 1936 pełnomocnik operacyjny Oddziału 6 Wydziału Specjalnego GUGB NKWD ZSRR, następnie pomocnik szefa Oddziału 5 Wydziału Specjalnego GUGB NKWD ZSRR. Od kwietnia do 1 listopada 1938 szef Oddziału 2 Wydziału 3 Zarządu 1 NKWD ZSRR, starszy porucznik bezpieczeństwa państwowego, od 1 listopada 1938 do 27 lutego 1941 szef Oddziału 2 Wydziału 3 GUGB NKWD ZSRR, 24 września 1940 mianowany kapitanem bezpieczeństwa państwowego. Od 27 czerwca do 12 sierpnia 1941 szef Wydziału 2 Zarządu 2 NKGB ZSRR, od 12 sierpnia 1941 do 16 maja 1943 szef Wydziału 2 Zarządu 2 NKWD ZSRR, 11 lutego 1943 awansowany na podpułkownika, a 23 lutego 1943 pułkownika bezpieczeństwa państwowego, od 16 maja do 15 listopada 1943 szef Wydziału 9 Zarządu 2 NKGB ZSRR. Od października 1943 do 24 października 1944 I sekretarz Ambasady ZSRR przy Francuskim Komitecie Wyzwolenia Narodowego w Algierze, od 24 października 1944 do 18 lipca 1945 I sekretarz Ambasady ZSRR we Francji, od 18 lipca 1945 do 4 kwietnia 1946 radca Ambasady ZSRR we Francji, od kwietnia 1946 do stycznia 1947 w dyspozycji MGB ZSRR, następnie zwolniony. Pracował w Komitecie ds. Kultury Fizycznej i Sportu przy Radzie Ministrów ZSRR i Wydawnictwie Literatury Zagranicznej.
W maju 1952 aresztowany i uwięziony do sierpnia 1954, później rehabilitowany. Po zwolnieniu pracował jako starszy redaktor Wydawnictwa Literatury Zagranicznej, później w wydawnictwie "Progress", w sierpniu 1980 przeszedł na emeryturę.

## Odznaczenia
- Order Czerwonego Sztandaru (5 listopada 1944)
- Order Czerwonej Gwiazdy (dwukrotnie - 20 września 1943 i 4 grudnia 1945)
- Order „Znak Honoru” (26 kwietnia 1940)
- Odznaka "Honorowy Funkcjonariusz Czeki/GPU (XV)" (9 maja 1938)
- Odznaka "50 Lat Członkostwa w KPZR" (18 marca 1982)

I 7 medali.